# Heading Northe
Heading Northe è il terzo album in studio della speed power metal band tedesca StormWarrior.

## Tracce
1. And The Horde Calleth For Oden - 0:38
2. Heading Northe - 4:20
3. Metal Legacy - 4:22
4. The Holy Cross - 7:18
5. Iron Gods - 4:01
6. Ragnarök - 4:15
7. The Revenge Of Asa Lande - 5:15
8. Remember The Oathe - 3:33
9. Lion Of The Northe - 6:38
10. Into The Battle - 3:50
11. And The Valkyries Ride - 1:11

## Formazione
- Lars "Thunder Axe" Ramcke - voce, chitarra
- Alex "Firebolt" Guth - chitarra
- Yenz Leonhardt - basso
- Falko "Doomrider" Reshöft - batteria